# Gaudí (Guinjoan)
|  | Per a altres significats, vegeu «Gaudí (desambiguació)». |

Gaudí és una òpera en dos actes de Joan Guinjoan, dedicada a la seva dona, Monique Gispert de Guinjoan, amb llibret de Josep Maria Carandell, composta entre 1989 i 1992 per encàrrec de l'Olimpíada Cultural de Barcelona (OCSA).
Està dedicada a la personalitat d'Antoni Gaudí amb un argument que segueix un fil cronològic –des del 1894 fins al 1926, any en què Gaudí morí atropellat per un tramvia–, però sense convertir-se en una reconstrucció d'anècdotes de la seva vida. Per evitar-ho, l'òpera fa que els personatges que es relacionen amb Gaudí no siguin personalitats històriques sinó la tipificació d'alguns col·lectius associats a la seva vida –els mecenes (Alexandre), les dones i els clients (Rosa), els ajudants (Mateu) i els artesans (Josep)– i que els fets se'ns presentin –especialment a partir del segon acte– a través de la ment de l'arquitecte, com si fos des de la sensibilitat del mateix Gaudí que se'ns expliqués la seva vida. L'argument, de Josep M. Carandell, està dividit en dos actes: el primer, mostra un Gaudí entusiasmat pels ambiciosos projectes arquitectònics –finançats per mecenes de la burgesia catalana– que encarnen els seus ideals estètics, religiosos i de concòrdia social. L'acte es tanca amb l'anunci d'atemptats anarquistes i d'una esquerda que simbolitza la crisi social que es farà cada vegada més present a l'escenari. En aquest punt, la idea d'una creació nova –el trencadís gaudinià, al qual l'òpera dedica un ballet– simbolitza la fragmentació social que Gaudí és capaç, però, de reconstruir en una nova unitat artística. El segon acte ens mostra Gaudí amb els trets –pobre i lliurat a la pregària i la penitència– d'un sant laic que viu entre la inquietud per un món en crisi i la il·lusió d'edificar un gran temple. Ara és la crema de convents de la Setmana Tràgica el que submergeix Gaudí en l'angoixa i fa que s'identifiqui amb la passió i mort de Crist. Els antics mecenes són substituïts pel Gaudí que demana almoina per l'edificació del temple i que aconsegueix la simpatia dels ciutadans. Un cop sec anuncia, a la fi, l'accident que costà la vida a Antoni Gaudí. La música, d'acord amb la tradició de les òperes, es val de monòlegs, duos, trios, i inclou un cor i un ballet, amb una gran atenció a la veu i a la melodia, i amb una orquestra simfònica de gran format. Les referències a la música del Camp de Tarragona –el país de Gaudí i de Guinjoan– s'integren en l'estil personal del compositor.

## Origen i context
L'òpera Gaudí respon a un encàrrec de l'Olimpíada Cultural, la plataforma cultural dels Jocs Olímpics de 1992, al compositor Joan Guinjoan que la compongué entre 1989 i 1992. L'elecció de la figura de Gaudí—vinculada al Camp de Tarragona i, naturalment, a Barcelona—es deu al llibretista, escriptor i periodista Josep M. Carandell, de família originària de Reus, estudiós de la figura i de l'obra de l'arquitecte.
L'òpera és, doncs, el resultat de dos artistes que coneixen bé, a més de la personalitat i els orígens de Gaudí, el caràcter de la gent del Camp de Tarragona, que té un paper destacat en l'obra. L'any 1992 se'n pogué escoltar un curt fragment, “Trencadís”, al Teatro Real de Madrid, amb l'Orquesta Sinfónica de Madrid dirigida per Cristóbal Halfter, i el 2002, amb motiu de l'Any Gaudí, l'Orquestra Simfònica de Barcelona i Nacional de Catalunya, dirigida per Edmon Colomer, interpretà al Palau de la Generalitat uns fragments de la suite simfònica del ballet “Trencadís”, integrat en l'òpera.

## Personatges
| Gaudí     | baríton |
| Alexandre | tenor   |
| Rosa      | soprano |
| Mateu     | tenor   |
| Josep     | baix    |

## Resum argumental[2]

### Acte I

#### Escena Primera
Al seu estudi, al matí, conversen Gaudí i Alexandre, personatge polivalent que encarna els mecenes que protegiren l'arquitecte—ara contrafigura del comte Güell—, que tornen de fer una cavalcada pel bosc. Alexandre veu les possibilitats que ofereix la nova Barcelona, que ha vist caure les muralles que l'asfixiaven, mentre Gaudí mostra la seva preocupació pels conflictes socials que s'hi produeixen.
Alexandre vol construir una colònia obrera que protegeixi i també desactivi el malestar dels pobres. Projecta també una residència pròpia i encara somnia en un temple majestuós. Gaudí se sent dividit entre el tarannà del pare, home pietós, de Riudoms, i de la mare, més descreguda, d'un Reus d'idees avançades, i una mica aclaparat pels deliris de grandesa del mecenes, que vol ser el gran papa Juli II d'un nou Miquel Àngel.

#### Escena Segona
Al mateix taller, ara amb un clar ambient de treball, el cor d'ajudants de l'arquitecte amb Mateu al capdavant, comenten els resultats d'una casa de la colònia i plantegen l'oposició entre estructura i ornamentació. Entra Josep, personatge que representa els boníssims artesans de l'època que van contribuir a l'esclat del modernisme, i anuncia que s'ha produït una esquerda a la coberta del Casino.
Gaudí intervé i decideix fer nou el terrat i veu l'esquerda com a signe premonitori de l'evolució de la societat. Quan resta sol amb Josep, que es mostra pessimista i fatigat, li desaconsella el treball mecànic de la fàbrica, perquè és contrari a la noblesa i a la pau de l'ànima. Entra Mateu i acusa Josep de veure les coses massa negres, mentre que Gaudí li recomana que, si li agrada patir però ser home, es quedi treballant amb ell.

#### Escena Tercera
Entra Rosa, filla dels primers clients de Gaudí—que representarà la dona i els clients en la vida de l'arquitecte—, la qual evoca records de la seva joventut, fins a arribar a un duo líric i evocador del Camp de Tarragona, amb una descripció de la primera obra de l'arquitecte, amarada de llum i d'elements de la natura. La noia insinua que hi havia hagut un començament d'idil·li, cosa que Gaudí refusa amb acritud i que provoca en la noia un desengany que la porta al defalliment.
Entra Alexandre, que ajuda Rosa a recuperar-se, davant d'un Gaudí poc convençut de la feina que presenta al client i que ens fa notar que el gerro amb aigua que porta per revifar la noia també té una esquerda. La conversa ens mena al problema de la construcció de les catedrals en una època de poca fe, malgrat que Alexandre, ple d'entusiasme davant l'art genial de Gaudí, veu la fi del positivisme i la possibilitat d'una nova era en què la mística torni a imperar en el món. Alexandre i Rosa inicien una amistat—malgrat que hi ha una notable diferència d'edat—davant un Gaudí apagat i ferit que veu com l'esquerda del gerro s'ha fet més profunda.

#### Escena Quarta
En un estudi a peu d'obra, els obrers convoquen tothom a la vaga mentre Mateu, l'ajudant, i Josep, l'artesà, discuteixen sobre la personalitat de Gaudí, a qui el primer creu ambiciós, ple d'orgull gairebé pueril, rebel i intransigent, mentre que el segon l'admira per la seva senzillesa i austeritat. L'escena acaba amb l'entrada de Gaudí, que llegeix un text de Miquel Àngel que fa explícit el seu matrimoni amb l'art i amb les seves obres vistes com a fills veritables.

#### Escena Cinquena
Alexandre i Rosa, ara casats, es lamenten amb Gaudí, que està a punt de començar una gran església i un parc urbà, dels temps que viuen, políticament i socialment difícils. L'arquitecte ens parla de la seva il·lusió de recrear la vegetació mediterrània, la de la seva infància, mentre Rosa fa una apassionada defensa dels parcs romàntics i decadents que ha pintat Rusiñol, davant la irritació de Gaudí.
La notícia que a Barcelona ha esclatat una bomba, amb més de vint morts, trenca brutalment la discussió. Alexandre, molt abatut, recita les dues primeres estrofes de “Paternal”, de Joan Maragall, en què el poeta glossà la bomba anarquista del Liceu del 1893, i afirma després que és un repte impossible bastir una església en temps d'odi i maldat. Els tres personatges assumeixen la fi de l'harmonia.

#### Escena Sisena
Gaudí, ara sol, esclafa amb fúria el gerro contra el terra mentre invoca la tempesta que recorda del seu món de joventut. Se sent el cor llunyà que es va apropant cantant “Gent del Camp, gent del llamp!”—frase tradicional que al·ludeix al caràcter arrauxat de la gent del Camp de Tarragona—, mentre esclata efectivament la tempesta i la ira desfermada de l'arquitecte va creixent contra els rics opressors, i destrossa mobles i sacs, llença a terra rajoles de ceràmica... El cor s'enfronta entre els partidaris de l'acció directa i els que no la volen; Gaudí sent pietat pels desheretats de la terra, sent una simptomàtica olor d'argila i colpeja amb brutalitat la paret, que cau a trossos. Finalment, resta sol mentre la tempesta amaina i cau a terra amb els braços en creu mentre el temple s'encalma.

### Acte II

#### Escena Primera
Al mateix escenari, ara d'aspecte desolat, Gaudí descansa en un jaç, mal vestit i envellit, el rostre il·luminat, mentre un vestit elegant penja d'un clau. Hi entren Alexandre, Mateu i Josep, que comenten que està absent de tot el que l'envolta, que només es lleva per resar braços en creu, en dura penitència. Alexandre intenta motivar-lo amb la promesa que portarà a terme el parc, la casa i el temple, i el deixa amb Mateu perquè pugui accedir el seu futur, que no pot ser sinó l'art.
Gaudí reacciona, però no es fia dels poderosos i vol viure i treballar com un pobre. Es troba en un moment decisiu, en què “tot el que era ja no és i tot el que serà no és encara”. El trencadís que l'envolta—dúctil i més sincer que les velles mentides i fermeses—simbolitza el món, abans sòlid i orgullós, ara fet miques, i amb aquest trencadís s'ha de crear la veritable casa de l'home.
Té lloc el ballet “Trencadís”, que constitueix una síntesi de l'òpera, que presenta, en un ambient que recorda la vella caldereria dels Gaudí a Reus, la unitat convencional a l'inici, després de la disgregació i, finalment, la nova unitat artística, creadora. Les esquerdes de la primera part—resultat del caràcter turmentat de Gaudí, del seu rebuig de l'amor, de les revoltes socials i els problemes econòmics—que han disgregat l'harmonia, després del moment clau de la tempesta, donen lloc a una obra creativa que no vol influenciar la realitat, sinó deixar testimoni de la fragmentació espiritual i social de l'època, origen de l'art del segle xx. La consciència de l'artista refà la trencadissa. El ballet té com a temes principals la relació dels calders amb les campanes tubulars que Gaudí volia utilitzar al temple i els cops de martell per fer el trencadís, en una brillant polifonia.

#### Escena Segona
Al mateix escenari, però sense cap element realista, els personatges—Gaudí, Mateu i Josep, Alexandre i Rosa—apareixen en un moment de fantasia. L'arquitecte, d'una manera visionària, expressa el seu afany creador, els ajudants el segueixen embadalits, Rosa no entén la nova estètica que Alexandre sí que admira. Gaudí enllaça conceptes oposats, demana el moviment que concreta en les parets que deixen de ser rectes i es bomben en murs parabòlics, somia en l'estructura de les corbes, com onades, que recullen llum i moviment.
Malgrat la reticència creixent de la Rosa—ara ens recorda la propietària de la Casa Milà, sempre hostil amb l'arquitecte—, que rebutja viure en un sisme submarí, Alexandre—ara contrafigura del Pere Milà i Camps encarregant la Pedrera—aposta per l'acció i el moviment, i amb els altres homes coreja les paraules amb què Gaudí definia una de les claus de la seva tònica arquitectònica, “el paraboloide hiperbòlic nascut en moviment”. Mateu anuncia nous encàrrecs i Gaudí es reafirma com un home orgullós, conscient del seu geni creatiu, solitari i presoner d'un art que dignifica l'univers.

#### Escena Tercera
Davant la famosa maqueta invertida de la cripta de la Colònia Güell, penjada del sostre, aquesta escena, en què intervenen Gaudí, Mateu i Josep mentre cerquen l'equilibri gairebé impossible que ha de sostenir l'església, ens porta a definir la recerca de l'arquitecte per trobar l'harmonia entre totes les coses, entre l'univers i les criatures, entre el cel i la terra. Compara la tensió que patirà aquesta estructura amb el patiment de l'home entre el món trencadís i l'absolut serè, i pensa que aquest temple insegur és com la vida de l'home, que l'art farà segur.

#### Escena Quarta
De nit, a la llum d'unes fogueres, amb quatre columnes inclinades, apareix Rosa, ja vídua, que explica amb amargor els fets de la Setmana Tràgica, amb la profanació d'esglésies i convents, i fins dels sepulcres dels religiosos, alhora que abandona els encàrrecs del seu marit i li deixa uns diners com a paga.
En restar sol, Gaudí, ferit per les terribles notícies, se sent més miserable i sol que mai, i voldria retirar-se com un monjo en un indret pur on la maldat de l'home no arribés. Però el seu jo creador s'hi rebel·la, vol fer encara coses belles, i decideix concentrar la seva vida en el temple que està bastint, malgrat les esquerdes dels pecats o el trencadís de l'existència. Per arribar a la glòria de la llum veu que ha de travessar el portal de la Passió i la Mort, presidit per un Crist crucificat que rep les burles dels soldats.

#### Escena Cinquena
Un Gaudí ja vell, amb cabells blancs i mal vestit, es lleva d'un jaç miserable on dorm, a la cripta, i es vesteix amb l'ajuda de Josep, també molt envellit, que l'auxilia amb devoció. Se sent feble i malalt però àgil d'esperit i creu que la seva obra perdurarà. Entre després Mateu, també integrat en l'equip que construeix el temple, que mostra la seva confiança en l'obra que estan fent. Però quan deixen de sentir-se els cops dels paletes a l'exterior, surt corrents. Josep recorda a Gaudí que cal tornar a recaptar diners per reprendre les obres i li assenyala el barret.
Gaudí deixa aquest barret que utilitza per demanar almoina i s'avança a primer terme. S'abstreu de tot, la mirada perduda, mentre entra, esclatant, la llum del dia. Arriben, com en una mena de cor, Mateu, gent del poble, alguns burgesos i Rosa, altiva. Es reprenen els sorolls dels treballadors i el cor entona, dirigit per una veu, que exalça l'obra i la figura de l'arquitecte, un cant a la construcció del campanar.
Ara és la veu de Gaudí el que ens dona la seva visió de l'art de l'arquitectura—l'harmonia, l'equilibri, la justesa i la veritat de la llum—, que el cor contesta i amplia amb devoció (“Himne a la llum”). Gaudí va cap al fons, buida el barret en un cabàs i se'l posa. Saluda cerimoniosament els presents mentre va sortint amb les mans a l'esquena. Evita el retrat d'un fotògraf i acaba dient: “Jo sóc allò que faig”.
Canvien les llums, se sent el brogit de la ciutat, i finalment un cop sec i fort. El cor, vibrant, en el qual destaca la veu de Josep, ens fa saber ara la mort de l'arquitecte, atropellat per un tramvia. A l'escenari resten només il·luminades les columnes trencades de la cripta.

## Música

### Concepció de l'obra
“Vaig començar a compondre Gaudí als 60 anys i com que vaig pensar que probablement seria l'única òpera que escriuria en la meva vida em vaig plantejar fallar el mínim. A part d'això, el primer que vaig pensar és en fer una òpera, és a dir, que pogués ser identificada com a tal i respongués al que es coneix com a gènere líric. Vaig estudiar altres òperes, Tosca, de Puccini; Wozzeck, d'Alban Berg, i, sobretot, Die Soldaten, de Bernd Alois Zimmermann, perquè des del punt de vista escènic aquesta és una òpera que juga amb diferents segles, tot i que traduir això en música resulta complicat. Si poses un coral de Bach i una mica de jazz i a sobre un llenguatge serial el que acaba sortint és un potatge. Per a mi, Gaudí ha estat un pretext, és a dir, tenir un tema, un llibret, per escriure l'òpera. Primer em vaig identificar amb el llibret i vaig buscar la meva font d'inspiració que han sigut els cants populars del meu poble, Riudoms, que recordava de petit. Amb aquests elements i el que he inventat he compost l'obra amb un llenguatge musical de mescles que s'allunya del postserialisme per optar per la melodia, en el sentit de referències, de cèl·lules temàtiques i fragments que quan reapareixen puguin ser reconeguts, però sense arribar a ser un leitmotiv. També em vaig atrevir a fer alguna romança i ària, malgrat les ombres que m’envolten. Ja veurem què passarà. […] No tinc por, però quan l'escrivia era molt conscient que potser no és el que la gent espera de mi, tot i que he intentat que sigui una ària molt sòbria. En qualsevol cas, si es fa una òpera ha de poder cantar-se, contràriament, dues hores de música no cantables serien horroroses.”

### Anàlisi[4]
Guinjoan és un compositor ideal per a l'òpera per la flexibilitat del seu llenguatge musical, la seva capacitat per forjar la unitat amb materials dispars, la seva preparació per no obviar o frustrar el caràcter dels intervals i, sobretot, la seva pausa i el control del macro-ritme, que fan que pugui respondre tant a les demandes de la gran escala de la forma dramàtica com als petits canvis semàntics i psicològics suggerits pel llibret.
Desplega una gran varietat de recursos compositius en Gaudí, que li permet un tractament contrastat de la música i l'escena: un passatge amb colors fugaços i matisos podria ser seguit per un altre on la tensió s'acumula constantment o on el ritme és controlat estròficament.
Sustentant tota l'estructura, però, hi ha un seguit de melodies—freqüentment modals, generalment provinents de les cerimònies mig paganes, mig cristianes, pròpies de Riudoms i del Baix Camp—les quals Guinjoan utilitza no com a cites o al·lusions, sinó com a material de base, subjecte al seu compendi de tècniques de transformació, que té un significat d'essencial, no intel·lectual, per a ell. En paraules de Guinjoan, només així podia encarar un projecte tan gran.
En la primera escena, mentre Alexandre i Gaudí tracen el futur de la carrera d'aquest últim, els principis i contradiccions que conduiran els personatges i la trama argumental són mostrats en l'exposició. Musicalment és un resum de la totalitat de l'obra, on apareixen molts dels motius de l'òpera i es mostra la paleta de colors, textures i recursos harmònics de Guinjoan: en els primers 55 compassos de l'escena hi ha onze canvis de tempo i caràcter, cadascun amb la seva pròpia agògica interna.
L'extrem oposat, on una única textura buida es manté durant un llarg període, es troba en la segona escena. Després d'un còmic sextet, en el que els aprenents argumenten sobre la importància de la relació entre ornaments i estructura, Gaudí respon al desig de Josep de treballar en una fàbrica amb una denúncia apassionada de la producció mecanitzada. Guinjoan estableix aquest breu text tres vegades. Primer en una sola nota fa# (una tècnica que recorda la psalmòdia) que segueix amb una sèrie de corbes creixents, fins que culmina en una curta tornada. Una passacaglia, que consisteix en dues frases curtes, gairebé idèntiques, va apareixent al llarg del passatge. La subtil contracció i expansió del contorn i la duplicació inestable dels intervals (terceres majors i la seva inversió, quartes justes i augmentades) creen un oscil·lació que, amb més de set repeticions generen una tensió i un malestar considerables, un efecte que s'accentua degut a la reducció d'una semicorxera en les frases successives.
La segona vegada que apareix el text, la passacaglia, transportada una tercera menor amunt, es divideix entre les veus tenors de la corda i el vent fusta i la duració fluctua entre dues i quatre negres. La línia vocal està construïda per segments d'escales cromàtiques. Freqüentment, dos segments convergents o divergents es combinen per dibuixar una forma de falca. Òbviament, l'escala de temps és crucial en reduir tal simplicitat: s'ha d'haver acumulat un gran grau de tensió estructural si aquest gest és per a actuar de manera catàrtica. Aquesta voluntat de ser literal, de confiar en la força de tensió d'aquest tipus d'estructures, és un dels trets de la música de Guinjoan, un recurs que ell utilitza per aconseguir un devastador efecte dramàtic.
El clímax dramàtic de l'òpera podria ser el monòleg de Gaudí cap al final del II acte, on Guinjoan el fa actuar (utilitzant una gran quantitat de tècniques vocals, incloent una declamació parlada i Sprechgesang) completament sol, sense acompanyament—el silenci de l'orquestra és palpable—durant uns tres minuts: l'orquestra entra després i acompanya Gaudí en una escala cromàtica literal d'una octava i mitja, fins al fa# que és la nota més aguda d'aquest personatge en tota l'òpera.
En una escena el la que Mateu i Josep contraposen els seus punts de vista diferents als de Gaudí, apareix un passatge tipus coral, com a exemple de la pràctica harmònica de Guinjoan: les quatre veus movent-se confortablement, els eixos vertical i horitzontal cadascun amb la seva pròpia lògica, però d'alguna manera en desacord, el resultat és estranyament eteri. Al final, els tenors i els baixos es mouen cap a una antífona i Gaudí llegeix en veu alta un passatge dels escrits de Michelangelo sobre la relació amb el seu art.

## Instrumentació
Veus: Soprano, 2 tenors, baríton, baix, sextet (3 tenors, 3 barítons) i cor mixt. Orquestra: 3.3.3.3-4.3.3.1-Timp.-4Perc, Arpa, Pf-Cos de ball

## Representacions
Finalment, després de 12 anys, l'òpera Gaudí pogué estrenar-se el 3 de novembre de 2004 al Gran Teatre del Liceu, i tornà a representar-se els dies 5, 7, 9, 11, 13, 15, 18 i 22 de novembre del mateix 2004.

## Fitxa artística de la primera producció[1]
Direcció musical: Josep Pons
Direcció d'escena: Manuel Huerga
Escenografia: Lluís Danés
Vestuari: Josep Abril
Il·luminació: Joan Teixidó
Coreografia: Ramon Oller
Nova producció: Gran Teatre del Liceu
Gaudí: Robert Bork / David Pittman-Jennings 
Alexandre: Vicente Ombuena / Albert Montserrat
Rosa: Elisabete Matos / Vivian Tierney
Mateu: Francisco Vas / Joan Cabero
Josep: Stefano Palatchi / Konstantin Gorny
Primer ajudant: Joan Josep Ramos
Segon ajudant: Jordi Mas
Tercer ajudant: Xavier Comorera
Quart ajudant: Omar A. Jara
Cinquè ajudant: Ramon Grau
Sisè ajudant: Daniel Alfonso
Ballarins: Anna Càceres, Marta Canals, Gemma Galera, Roser Garriga, Virginia Gimeno, Àfrica Manils, Manuela Maugeri, Anna M. Sánchez, Tamara Soler; Aniol Busquets, Joel Calzada, Daniel Corrales, Sergio Díaz, Ricard Fernández, Aleksa Jelie, Carlos Lázaro, Mario Peran
Orquestra Simfònica i Cor del Gran Teatre del Liceu

## Enregistraments
Guinjoan, Joan. Gaudí [Enregistrament vídeo]. Intèrprets: Robert Bork, Vicente Ombuena, Elisabete Matos, Francisco Vas, Stefano Palatchi; Orquestra simfònica i Cor del Gran Teatre del Liceu; Josep Pons, director. Barcelona: Gran Teatre del Liceu;  